# 后所乡 (山阴县)
后所乡，是中华人民共和国山西省朔州市山阴县下辖的一个乡镇级行政单位。2021年5月，撤销张家庄乡、后所乡，合并设立广武镇。

## 行政区划
后所乡下辖以下地区：
后所村、南辛庄村、辛立庄村、西沙堆村、后张堡村、前张堡村、辛兴庄村、安乐庄村、南洲庄村、苏庄村、水峪口村、庙家窑村、北万庄村、南万庄村、元营村和帐头铺村。